# Côa
A Côa folyó a Duero egyik mellékfolyója Portugália északkeleti és középső részén. A folyó érdekessége, hogy egyike azon kevés vízfolyásnak, amelyek délről északi irányba tartanak. Útja során a folyó keresztülhalad Sabugal, Almeida, Pinhel, Figueira de Castelo Rodrigo  és Vila Nova de Foz Côa községeken, melyek mindegyike Guarda kerületben található. 
A Côa-völgyében több ezer őskori sziklavésetet, sziklarajzokat fedeztek fel az 1980-as 1990-es években. A nagyszámú paleolitikus emlék miatt fokozott érdeklődés alakult ki a tudományos világban a terület iránt, részben azért, mert ez az egyik legsűrűbben előforduló szabadtéri sziklarajzgyűjtemény, részben pedig azért, mert ezen alkotások a szabad ég alatt maradtak fenn napjainkig. 
A nemzetközi figyelmet kapott sziklarajzok majdnem víz alá kerültek a folyón kialakítani kívánt vízerőmű duzzasztógátjának kialakítása miatt, ám a helyi lakosság és a tudományos szféra heves tiltakozása miatt a helyszín megmenekült az elárasztástól. A Côa-völgy Régészeti Park 1996-ban nyitotta meg kapuit, majd 1998-ban az UNESCO egyik világörökségi helyszíne lett.

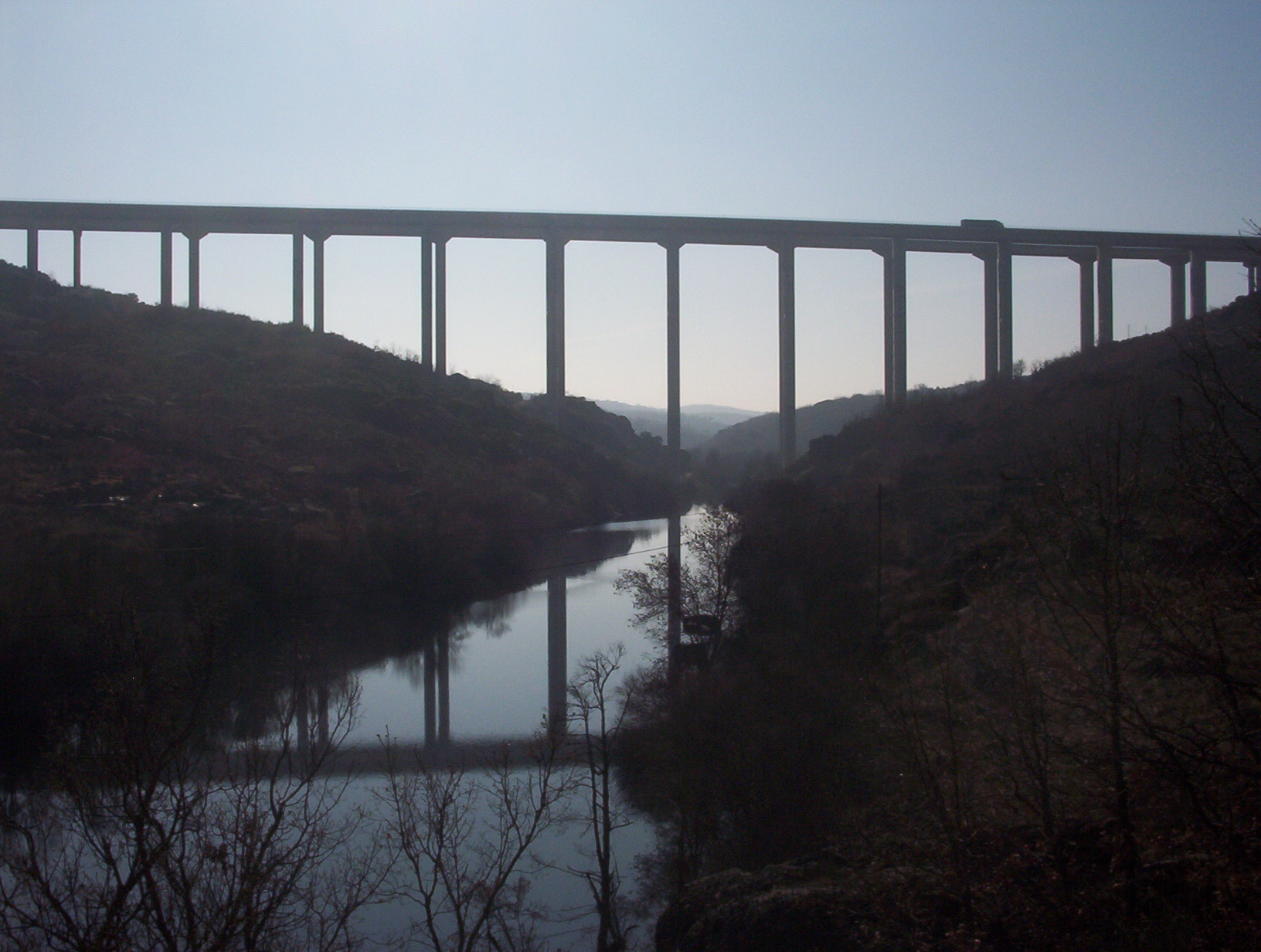
A folyón átívelő viadukt látképe

A félszigeti háború egyik csatája, a Côa menti csata a itt zajlott a folyó mentén.

## Fordítás
Ez a szócikk részben vagy egészben  a   Côa River című angol Wikipédia-szócikk ezen változatának fordításán alapul.  Az eredeti cikk szerkesztőit annak laptörténete sorolja fel. Ez a jelzés csupán a megfogalmazás eredetét és a szerzői jogokat jelzi, nem szolgál a cikkben szereplő információk forrásmegjelöléseként.